# Волтер Міллер-молодший
Волтер Майкл Міллер-молодший (англ. Walter Michael Miller, Jr.; 23 січня 1923, Нью-Смірна-Біч, Флорида — 9 січня 1996) — американський письменник-фантаст. Найбільш відомий завдяки роману «Кантата за Лейбовіцем» (англ. A Canticle for Leibowitz), який отримав премію «Г'юго» в 1961 році і був єдиним завершеним романом автора виданим за його життя. Здебільшого він працював в жанрі малої форми.

## Біографія
Міллер народився 23 січня 1923 в місті Нью-Смірна-Біч, штат Флорида. Вчився в університеті Теннессі і в Техаському університеті на інженерній спеціальності. Протягом другої світової війни він служив в Військово-повітряних силах США радистом та кулеметником на бомбардувальнику. Загалом він брав участь в більш ніж п'ятдесятьох місіях над Італією. Зокрема він брав участь в бомбардуванні абатства Бенедиктинців в Монте Кассіно, що сильно вплинуло на нього. Джо Голдеман писав, що Міллер «мав посттравматичний синдром за тридцять років до того, як вигадали цю назву», а також про те що в його вітальні завжди було фото Рона Ковіца (відомого анти-воєнного активіста).
Після війни Міллер подався в католицизм. В 1945 він одружився з Анною Луїзою Бекер (англ. Anna Louise Becker) і мав чотирьох дітей. В 1952 в нього шість місяців після свого розлучення жила письменниця-фантаст Джудіт Мерріл, через що Міллер мав конфлікт з її чоловіком - Фредериком Полом.

### Письменницька діяльність
Між 1951 і 1957, Міллер написав близько чотирьох десятків науково-фантастичних оповідань і коротку повість «Художник сцени» (англ. «The Darfsteller»), яка принесла йому премію «Г'юго» за найкращу коротку повість в 1955. Також він писав сценарії до науково-фантастичного телешоу «Капітан Відео і його відеорейнджери» (англ. Captain Video and His Video Rangers). В 1955, 1956 і 1957 році він випустив три пов'язані повісті, з яких утворився роман «Кантата за Лейбовіцем».
«Кантата за Лейбовіцем» це постапокаліптичний роман, дія якого розвивається навколо ордену монахів імені Лейбовіца. В романі присутні роздуми над циклічністю подій а також над впливом католицької церкви в темні часи. Даний роман виграв премію «Г'юго» за найкращий роман в 1961 році і вважається класикою жанру. Після успіху «Кантати», Міллер не писав нічого, проте його оповідання перевидавались, також вийшла радіо-адаптація на станціях WHA Radio і NPR по мотивах «Кантати за Лейбовіцем» в 1981 році. В 1992 році на BBC вийшла ще одна радіо-адаптація.
В останні роки Міллер зробився відлюдькуватим і уникав контакту з усіма, навіть з близькими родичами. За словами Террі Біссона Міллер хворів на клінічну депресію, проте це не завадило йому написати майже шістсот сторінок продовження до «Кантати». В січні 1996, після смерті дружини, він покінчив собі життя самогубством. Продовження під назвою «Святий Лейбовіц і жінка на дикій кобилі» (англ. Saint Leibowitz and the Wild Horse Woman) була завершена Террі Біссоном і видана в 1997.

## Бібліографія

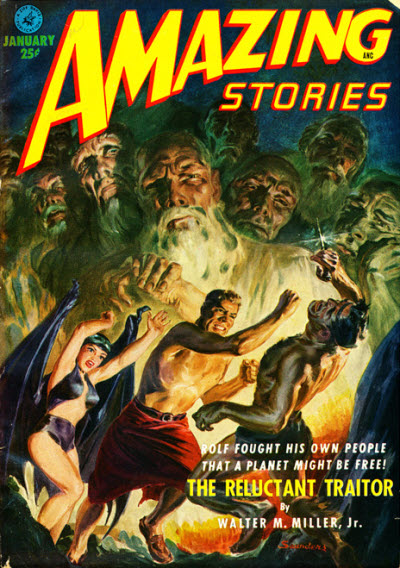
Коротка повість "The Reluctant Traitor" на обкладинці січневого випуску Amazing Stories, 1952

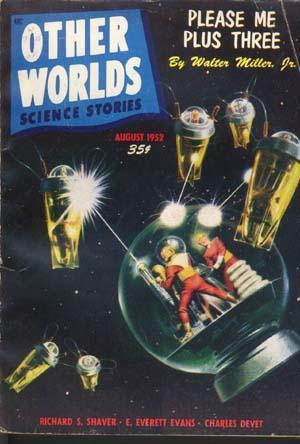
Коротка повість "Please Me Plus Three" на обкладинці вересневого випуску Other Worlds Science Stories, 1952

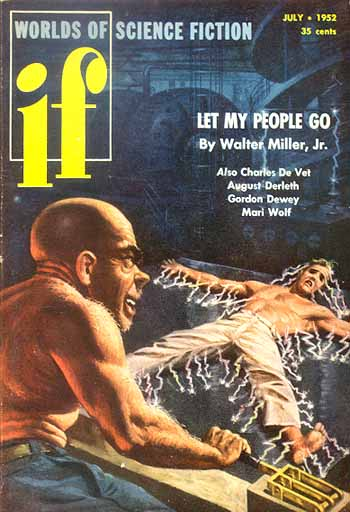
Повість "Let My People Go" на обкладинці третього випуску журналу If, липень 1952.

### Серія «Кантата за Лейбовіцем»[6]
- 1959 — «Кантата за Лейбовіцем» (англ. A Canticle for Leibowitz). Виграв премію «Г'юго» за найкращий роман в 1961 році. Даний роман був побудований на трьох повістях що вийшли раніше:
  - 1955 — «Кантата за Лейбовіцем», в книзі — розділ «Fiat Homo».
  - 1956 — «І буде світло» (англ. And the Light Is Risen), в книзі — розділ «Fiat Lux».
  - 1957 — «Остання кантата» (англ. The Last Canticle), в книзі — розділ «Fiat Voluntas Tua»
- 1997 — «Святий Лейбовіц і жінка на дикій кобилі» (англ. Saint Leibowitz and the Wild Horse Woman). Завершений Террі Біссоном за попередньою домовленюстю, і виданий після смерті автора.

### Короткі історії
В дужках подано умовний переклад на українську мову.
- 1951 — Secret of the Death Dome (укр. Таємниця куполу смерті)
- 1951 — Izzard and the Membrane (укр. Іззард і мембрани)
- 1951 — The Soul-Empty Ones (укр. Бездушні)
- 1951 — Dark Benediction (укр. Темне благословення)
- 1951 — The Space Witch (укр. Космічна відьма)
- 1951 — The Little Creeps (укр. Маленька гадина)
- 1951 — The Song of Vorhu (укр. Пісня Ворху)
- 1952 — Conditionally Human (укр. Умовна людина)
- 1952 — Bitter Victory (укр. Гірка перемога)
- 1952 — Dumb Waiter (укр. Німий офіціант)
- 1952 — It Takes a Thief (укр. Тут потрібен злодій)
- 1952 — Blood Bank (укр. Банк крові)
- 1952 — Six and Ten Are Johnny (укр. Шість і десять це Джонні)
- 1952 — Let My People Go (укр. Відпусти моїх людей)
- 1952 — Please Me Plus Three (укр. Будь-ласка плюс три)
- 1952 — Cold Awakening (укр. Холодне пробудження)
- 1952 — No Moon for Me (укр. Місяць не для мене)
- 1952 — The Big Hunger (укр. Великий голод)
- 1952 — Gravesong (укр. Могильна пісня)
- 1952 — Command Performance (укр. Представлення для еліти)
- 1952 — A Family Matter (укр. Сімейні обставини)
- 1953 — Check and Checkmate (укр. Шах і мат)
- 1953 — Crucifixus Etiam
- 1953 — I, Dreamer (укр. Я, мрійник)
- 1953 — The Yokel (укр. Селюк)
- 1953 — Wolf Pack (укр. Вовча зграя)
- 1954 — The Will (укр. Бажання)
- 1954 — I Made You (укр. Я зробив тебе)
- 1954 — Death of a Spaceman (укр. Смерть космонавта)
- 1954 — Way of a Rebel (укр. Шлях повстанця)
- 1954 — The Ties that Bind (укр. Узи пов'язують)
- 1955 — The Darfsteller (укр. Художник сцени). За дану коротку повість Міллер отримав премію «Г'юго».
- 1955 — The Triflin' Man (укр. Дріб'язкова людина)
- 1955 — The Hoofer (укр. Танцюрист)
- 1957 — The Song of Marya (укр. Пісня Марії)
- 1957 — The Corpse in Your Bed Is Me (укр. Труп в твоєму ліжку - це я)
- 1957 — The Lineman (укр. Залізничник)

## Переклади українською
- Волтер Міллер. «Кантата за Лейбовіцем». Переклад з англійської: О. Кіфенко, Б. Стасюка. Тернопіль: НК-Богдан. 2018. 304 стор. ISBN 978-966-10-5607-6